# Ayo-Maria Atoyebi
Ayo-Maria Atoyebi OP (Ilorin, 3 de dezembro de 1944 – 8 de março de 2025) foi um ministro nigeriano e bispo católico romano emérito de Ilorin.
Ayo-Maria Atoyebi entrou na ordem dominicana e recebeu o Sacramento da Ordem em 17 de dezembro de 1978.
Em 6 de março de 1992, o Papa João Paulo II o nomeou Bispo de Ilorin. O arcebispo de Kaduna, Peter Yariyok Jatau, consagrou-o bispo em 17 de maio do mesmo ano; Os co-consagradores foram o bispo coadjutor de Abuja, John Onaiyekan, e o bispo de Ibadan, Felix Alaba Adeosin Job.
O Papa Francisco aceitou sua renúncia antecipada em 11 de junho de 2019.

## Morte
Atoyebi morreu no dia 8 de março de 2025, aos 80 anos.